# Zemuzil
Zemuzil (Siemomysł) ist der erste namentlich gesicherte Herzog der Pommern.

## Existenz
Zemuzil wird für das Jahr 1046 in den als verlässlich geltenden Annalen von Niederaltaich genannt. Über das weitere Schicksal dieses Herrschers ist nichts bekannt.
Die Nennung hat folgenden Hintergrund: König Heinrich III. regelte seit seinem Regierungsantritt im Jahre 1039 die Verhältnisse im Osten des Reiches. Im Jahre 1046 lud er dann einige Slawenfürsten zu sich nach Merseburg ein. Unter den für den 24. Juni 1046 Genannten ist auch ein „Zemuzil Bomeraniorum“. Er wird in einer Reihe erwähnt mit Herzog Břetislav I. von Böhmen und Kasimir von Polen, von dem bekannt ist, dass er zu dem Zeitpunkt bereits Herzog von Polen war.
Am 29. Juni 1046 traf Heinrich III. in Meißen eine Friedensabmachung mit ihnen.

## Interpretation
Da weitere Belege fehlen, lassen sich weder über die Lage von Zemuzils Herrschaftsgebiet noch über Lebensdaten und genealogische Verbindungen nähere Aussagen treffen. Insbesondere ist eine mögliche genealogische Verbindung zu den später bezeugten Herrscherhäusern der Greifen und der Samboriden nicht belegt.
Da einerseits auch Herzog Kasimir in der Textstelle nicht ausdrücklich als dux (Herzog) bezeichnet wird und andererseits aber in einer nachfolgenden Zeile von den duces (Herzögen) die Rede ist, wird angenommen, dass alle drei Personen Herzöge waren.
Aus der Nennung in einer Reihe mit den Herzögen von Böhmen und Polen wird geschlossen, dass Zemuzil ihnen nach Rang und Macht wohl ebenbürtig, also kein weniger bedeutender pommerscher Teilfürst war.
In der polnischen Geschichtswissenschaft wird Zemuzil auch mit dem Namen „Siemomysł“ bezeichnet.